# Căzănești (Telenești)
Căzănești è un comune della Moldavia situato nel distretto di Telenești di 3.262 abitanti al censimento del 2004.

## Località
Il comune è formato dall'insieme delle seguenti località (popolazione 2004):
- Căzănești (1.945 abitanti)
- Vadul-Leca (1.295 abitanti)
- Vadul-Leca Nou (22 abitanti)